# Выползово (Великоустюгский район)
Выползово — деревня в Великоустюгском районе Вологодской области.
Входила в состав Нижнеерогодского сельского поселения, с точки зрения административно-территориального деления — в Нижнеерогодский сельсовет. В результате объединения Нижнеерогодского сельского поселения с Марденгским входит в состав Марденгского сельского поселения с административным центром в деревне Благовещенье.
Расстояние по автодороге до районного центра Великого Устюга — 39,4 км, до бывшего центра муниципального образования Лодейки — 0,4 км. Ближайшие населённые пункты — Лодейка, Соловьёво, Ровдино, Рупосово, Малая Горка, Григорьевское.
По переписи 2002 года население — 15 человек.